# 杜瓊真
杜 瓊真（と けいしん、? - 1046年）は、北宋の真宗の側室。

## 生涯
定州安喜県の人。初め、韓王趙恒（後の真宗）の邸に入り、側室となった。真宗が即位すると、婕妤に封ぜられた。女子を1人産んだ。その後、出家して法正都監の職に封ぜられ、悟真大師の道号を贈られた。
仁宗時代に充媛、充容、婉儀に進み、賢妃に尊封された。慶暦6年（1046年）8月に薨去し、貴妃を再追贈された。

## 息女
- 趙志沖（昭懐帝姫）

## 伝記資料
- 『宋史』
- 『宋会要輯稿』